# .bet
.bet – internetowa domena najwyższego poziomu, przeznaczona dla serwisów związanych tematycznie z zakładami bukmacherskimi, kasynami. Domena została zatwierdzona przez ICANN 7 maja 2015 roku. Dodana do serwerów głównych w czerwcu 2015 roku.